# Gerar
Gerar (hebr. גְּרָר) – miasto, które naukowcy utożsamiają z jednym z kopców: Tell Dżemma, Tell Abu Hureir, Tell el-Szaria bądź Tell el-Tuwail, położonych pomiędzy Gazą a Beer Szebą. Nazwa miasta nie została poświadczona w żadnych źródłach, oprócz kilku ksiąg Starego Testamentu. Według Księgi Rodzaju miasto należało do Filistynów, niemniej z punktu widzenia nauki jest to anachronizm, ponieważ tereny, na których jest położone, został podbity przez te Ludy Morza w XI wieku p.n.e. W czasach Abrahama i Izaaka Gerarem rządził król Abimelek. W jego okolicach były wypasane trzody patriarchów (Rdz 2,6; 26,1–12), a kwestia korzystania z pobliskiej studni była przyczyną sporów pomiędzy pasterzami gerarskimi a pasterzami Izaaka (Rdz 21,25: 26,15–23). Poza Księgą Rodzaju nazwa miasta występuje w Drugiej Księdze Kronik (14,12–13). Przekaz tyczy ucieczki Zeracha Kuszyty (Osorkona I?), którego król Judy Asa ściga od Geracha do Mareszy. W czasach bizantyjskich miasto było jedną z rezydencji królewskich i nazywało się Saltus Gereriticus.